# نهر درين
نهر درين (بالإنجليزية: Drin River)‏ هو نهر في جنوب وجنوب شرق أوروبا. للنهر فرعين، واحد يصب في البحر الأدرياتيكي والآخر في نهر بوجانا. تمتد مستجمعات المياه الخاصة بالنهر في كل من ألبانيا وكوسوفو واليونان والجبل الأسود ومقدونيا الشمالية. يُكون النهر وروافده خليج درين، وهو حوض محيطي يشمل الضفة الشمالية لساحل البحر الأدرياتيكي الألباني.
يبلغ طول نهر درين 335 كيلومتر (208 ميل)، وهو أطول نهر في ألبانيا، ويمر 285 كيلومتر (177 ميل) من النهر عبر ألبانيا والباقي عبر كوسوفو ومقدونيا الشمالية. للنهر منبعين هما بلاك درين ووايت درين. ينبع النهر من سلسلة الجبال الشمالية، ويتدفق غربا عبر جبال الألب الألبانية وهضاب دوكاجين، ثم يصب في النهاية في البحر الأدرياتيكي، بين مدينتي شينغجين ودراس.
يقع النهر في شبه جزيرة البلقان على مفترق طرق بين أوروبا وآسيا، وفر المناخ المتنوع والتضاريس في حوض النهر أرضا خصبة لعيش مجموعة واسعة من النباتات والحيوانات. بالإضافة إلى ذلك، تم الاعتراف به كواحد من أهم النقاط الساخنة للتنوع البيولوجي في أوروبا. تم تصنيف نهر درين كمنطقة هامة لحفظ الطيور ذات أهمية دولية من خلال تصنيفها بموجب اتفاقية جمعية الطيور العالمية.